# Lhota pod Hořičkami
Lhota pod Hořičkami (en allemand : Lhota unter Klein Horschitz) est une commune du district de Náchod, dans la région de Hradec Králové, en Tchéquie. Sa population s'élevait à 304 habitants en 2020.

## Géographie
Lhota pod Hořičkami se trouve à 5 km au nord-ouest de Česká Skalice, à 12 km à l'ouest de Náchod, à 27 km au nord-est de Hradec Králové et à 118 km à l'est-nord-est de Prague.

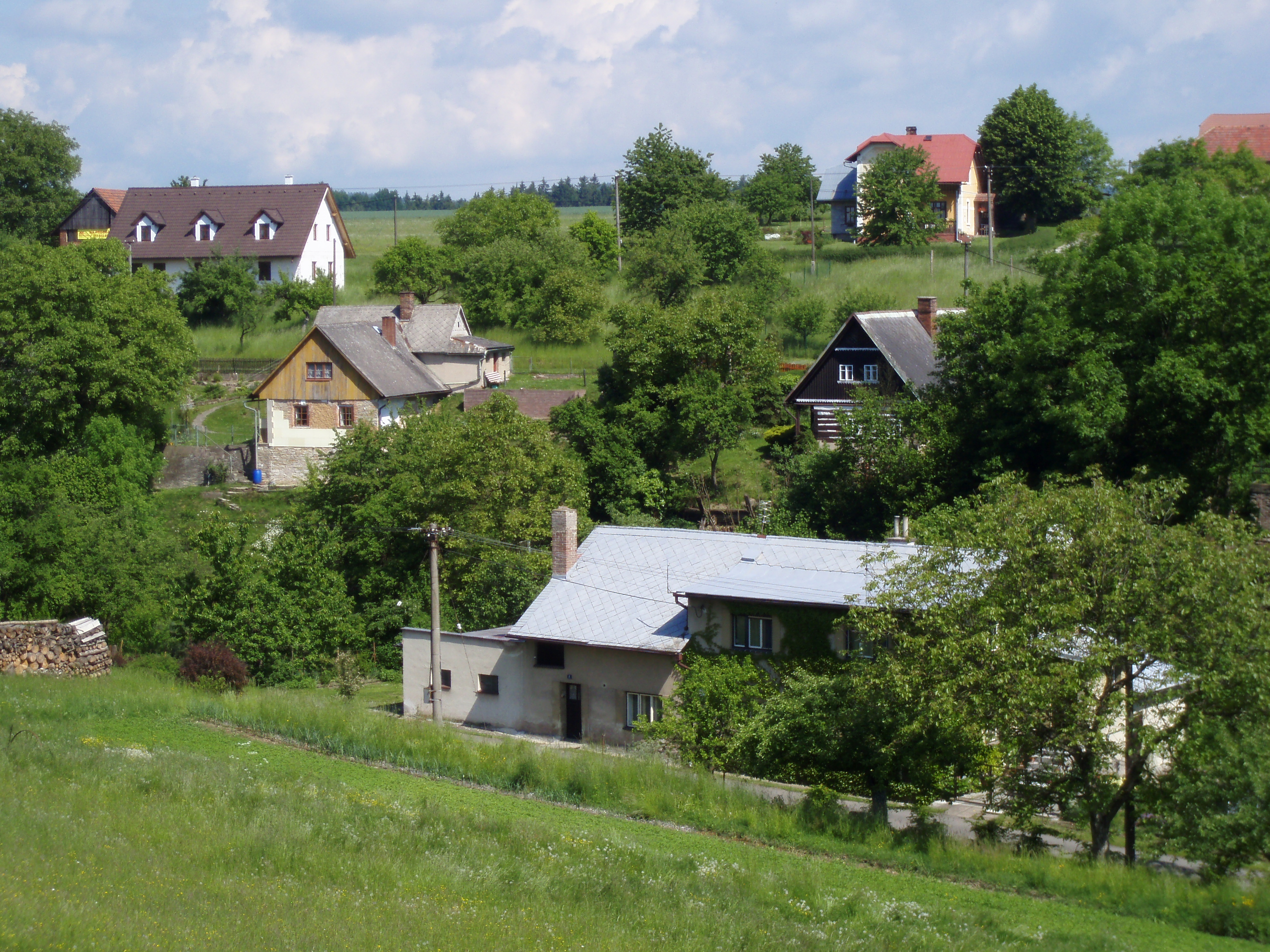
Hameau de Světlou pod Hořičkami.

La commune est limitée par Hořičky au nord, par Vestec à l'est, par Chvalkovice au sud et au sud-ouest, et par Brzice au nord-ouest.

## Histoire
La première mention écrite de la localité date de 1405.

## Administration
La commune se compose de trois quartiers :
- Lhota pod Hořičkami
- Světlá
- Újezdec